# خنيس
خنيس إحدى المدن الساحلية الصغيرة بالجمهورية التونسية. تقع في ولاية المنستير عند حوض البحر الأبيض المتوسط الذي يحدها شرقا وعلى بعد 5 كلم جنوب المنستير. ويقدر عدد سكانها بحوالى 12000. وهي مسقط رأس اللغوي التونسي الشهير «أبو إسحاق الخنيسي». ومن يدرس قواعد اللغة واللغويات والأولى في الجامعة الإسلامية ومركز الابحاث في أفريقيا يقيمها الأغلبية في القيروان وفقا للمؤرخ التونسي حسن حسني عبد الوهاب.

## أصل الاسم
المعنى الدقيق لكلمة «خنيس» لا يزال غامضا. لكن يمكن أن يرمز إلى الكنيسة باعتبارها تشوه من الكلمة العربية "كنيس"، وأخرى تشير إلى وصله لكلمة "خُنَيْس" الاكتئاب معنى باللغة العربية. أحسب مدينة أخرى واسمها هي من أصل بربري، ولكن كلمة في حد ذاته غير معروف. وتجدر الإشارة إلى أن في العراق هناك مثل قديم القرية الآشورية التاريخية مع اسم خنيس. أيضا في المغرب، هناك قرية في منطقة البربرية الذي يحمل نفس الاسم. ورغم أن هذا قد يعطي مزيد من القروض للنسخة معتبرة للبربرية الأصلية للكلمة، كل هذه التكهنات والتلميحات يحتاج إلى مزيد من التحقيقات.
توضيح
 خنيس كلمة عربية أصلا ولا ترمز مطلقا إلى الكنيس كما قيل. وردت في «لسان العرب»(ج: خ-ر صفحات:911 و 912) مادة: خنس: الخنوس الانقباض والاستخفاء... وخُنَـيْس اسم، وبنو أخنس حيٌّ. خنساء وخُناس وخنسى كلّه اسم امرأة. وهي قرية موجودة منذ القرن الثالث وربّما قبل، وهي موقع خلفيّ لما سيُعرف بالمنستير إذ بُنيت قبلها. لأنّ من اساراتيجية المسلمين في الثغور التي هي مواقع دفاعية عدم بناء المدن على البحر مباشرة (راجع لماذا اختار عقبة بناء القيروان بعيدة عن البحر) كانت المنستير ثغرا يرابط به المجاهدون ويتصدّون لعزوات الطليان، وكانت خُنيس وراء الثغر بحوالي 6 كيلومترات فبنوا فيها مسجدا وحوله بعض المنازل تأوي العائلات والنساء والأطفال بحيث يكونون في معزل عن أيّة غارة، ومن هنا جاءت كلمة خُنيس أي: المستخفية (عن العدوّ) أي التي لا يطالها العدوّ. مع العلم أنّ اسم خُنيس هو اسم شائع للرجال كما أنّ اسم الخنساء اسم شائع بين النساء.
الخلاصة أنّ خنيس اسم عربي عريق ذو معنى وأنها أصيلة وقديمة جدا.
) الإضافة للدكتور محمد الهادي عياد).

## السكان
يعرف سكان مدينة خنيس بطبعهم المسالم، وتفانيهم في العمل حتى وإن كان شاقا؛ وحسن الضيافة. وقد تميزت المدينة بعد الاستقلال بتخرج عدد كبير من الشخصيات والأكاديميين، والأطباء، والمهندسين، وراءه مجموعة من المعلمين الأكفاء الأوائل تخرجوا من جامع الزيتونة والذين ساهموا بقسط وافر في تكوين هذه النخبة.

## التاريخ
وفرت المدينة ملجأ للدول العربية والإسلامية تم إجلاؤهم من الأسر المسلمة في جزيرة صقلية الإيطالية (1061 م - 1091 م) بعد غزو النورمان لها  وربما يعود هذا التحريف لطريقة نطقة من قبل المستعمر الفرنسي للبلاد التّونسية. بعض المصادر ذكر أن الهجرة من صقلية إلى خنيس في القرنين العاشر والحادي عشر على دفعتين. المنستير المجاورة، وهي مسقط رأس العالم الشهير «سيدي المزري» وأصله من مزارا في صقلية.

## اقتصاد المدينة
النشاط الاقتصادي للمدينة يقوم على زراعة الزيتون، وصيد السمك، واستغلال مقاطع الرمل والحجر (سقط فيه من المناظر الطبيعية المجاورة مشوه)، وعلى حرفة صناعة النسيج. خنيس المتخصصة في تجهيز الصوف والنسيج في أنواع مختلفة من جودة عالية والأغطية الصوفية التقليدية، مثل "الفراشية (الدثار)" و"العبانة"؛ الألبسة مثل "البرنس" و"الكدرون"؛ والسجاد و"الكليم (البساط)"، وما إلى أيامنا هذه، الاقتصاد المحلي هو الأكثر تنوعا، ولكنها لا تزال تسيطر عليها مهما الموجهة نحو التصدير صناعة النسيج، معظمها للملابس الجاهزة. الحديث مع الهيكل التنظيمي للصناعة المنسوجات والغزل والنسيج التقليدية الصوفية النشاط، الذي فوت على آخر الابتكارات والتكنولوجيات، وحصلت على صدمة شديدة الأهمية الاقتصادية وانخفض. وثمة خطر حقيقي في أن الخبرة التقليدية لصناعة المنسوجات الصوفية ستتلاشى تماما.

## الجغرافيا
خنيس مدينة ساحلية بميزات بداية مذهلة من الاكتئاب البحرية في قاع البحار الضحلة التي تمتد حتى «كاب ديماس» في بيكالتا ، ثابسوس القديمة. من خنيس إلى بيكالتا يمكن أن نلاحظ متميزتين في مستويات البحار. الأول هو واحد لا يقتصر بحيرة كبيرة أو الأمواج والتيارات البحرية، ودعا من جانب السكان المحليين «البحر الميت»، والثاني معتدل والتيارات والأمواج، وعادة ما يشار إليها على أنها «تعيش البحار». في بعض أجزاء من أعماق البحار الضحله، لا يزال من الفسيفساء الرومانية يمكن التفكير بالقرب من محطة معالجة مياه مجاري للمنطقة - الصيادة. ولقد أشار بعض الشيوخ إلى المنطقة "مقلوبة"، في إشارة إلى أسطورة قديمة تقول المنطقة كانت تعرف أن زلزال كبير حاسمة غيرت المناظر الطبيعية في البحيرة. البحيرة للخنيس المستخدمة لديها ولا سيما الغنية بالتنوع البيولوجي البحري  أن يتم في الماضي القريب المستمر جميلة بالإضافة إلى سبل معيشة أسر الصيادين المحليين. أن الإيكولوجية طريقة من طرق الصيد التقليدية المعروفة باسم "دمسة" على نطاق واسع في المنطقة وتستخدم يكفي أن تكون مثمرة للجميع. غير أنه في العقود القليلة الماضية، شهدت البحيرة مجموعة من المشاكل البيئية الخطيرة التي تعرض للخطر التوازن الإيكولوجي الفريد. التلوث، وسوء التخطيط وعدم وجود استراتيجيات الحفاظ على المستدامة هي الأسباب الرئيسية لهذه الكارثة البيئية. فعلى سبيل المثال، يمكن أن تكون سوء التخطيط شهدت في منظومة بنيت على عجل أن ينحرف مياه الأمطار لحماية المطار من جلود - المنستير المجاورة والقصر الرئاسي في الصيف. بناء جدار من الرمل (درينا) في الجبهة من خلال تصريف مياه الأمطار إلى تفاقم المشاكل. التلوث بسبب النفايات الحضرية والصناعية مزيد من الخنق على المياه والبيئة وهو على الأرجح السبب الرئيسي لاستنفاد التنوع البيولوجي البحري في البحيرة. وعلى الرغم من الطموح بالإضافة إلى خطط لاستعادة هناك حاجة ماسة إلى ذلك أن البحيرة يمكن استعادة الأصل والجمال وتوفير مقومات البقاء والترحيب أعمال الموئل لمرة واحدة من الأنواع البحرية التي ازدهرت في البحيرة.